# Diabolik (serie animata)
Diabolik (Diabolik: Track of the Panther) è una serie animata tratta dal fumetto italiano Diabolik. Si tratta di una produzione internazionale nata dalla collaborazione tra Saban Entertainment, M6 (Francia), Fox Television (USA) e Mediaset (Italia).
La proprietà della serie è passata alla Disney nel 2001, quando ha acquisito Fox Kids Worldwide, che include anche Saban Entertainment.

## Trama
Diabolik è un orfano che è stato accolto e cresciuto dal malvagio King, il capo assoluto di un'organizzazione criminale chiamata "La Confraternita". La relazione tra Diabolik e Dane, il perfido figlio di King, è molto burrascosa e la gelosia di quest'ultimo lo spinge a respingere questo intruso. Durante la sua adolescenza, Diabolik riceve un'istruzione straordinaria dal padre adottivo, che ha visto i molteplici talenti del figlio adottivo e la sua notevole intelligenza. Quest'ultimo sviluppa quindi un innato senso di furto e diventa uno dei ladri più elusivi del mondo.
Mentre osserva una villa durante un incontro sociale, vede la giovanissima Eva Kant, la cui bellezza ed eleganza lo affascina. Questo incontro sarà decisivo per lui, perché è in questo momento che si rende conto che le persone che ruba non sono anonime, ma hanno anche un volto. Tuttavia, sarà anche testimone dell'assassinio di Richard Kant, il padre di Eva, da parte del fratello adottivo, che rimprovererà per aver commesso un omicidio. Dane, una volta terminata la missione, denuncia il comportamento di suo fratello a suo padre. Tradito dal fratello adottivo, viene catturato, processato e mandato in prigione per l'omicidio del padre di Eva.
Da adulto, Diabolik riuscì a scappare dalla prigione dopo aver cancellato il suo dossier, e poi a sopravvivere a un tentativo di omicidio orchestrato da suo fratello, quando quest'ultimo fece finta di andare a salvarlo. Nei suoi cinque anni di detenzione, ha un solo obiettivo: far cadere la Confraternita. Ritornerà quindi sull'isola di Minorca, dove è stato cresciuto e dove si trova il quartier generale della Confraternita, e mentre posa come uno dei membri, sconfiggerà il tentativo di negoziazione tra Dane e gli altri sponsor presenti. Durante la fuga, sarà preso di mira da un killer dell'organizzazione, ma alla fine sarà salvato da Diabolik, la pantera compagna del padre adottivo che Dane ha tenuto. Poche ore dopo, ritorna nel salotto della casa di famiglia, dove Dane termina una conversazione con la sua guardia del corpo. È in questo momento che suo fratello emerge da dietro la poltrona in cui Dane si era seduto e lo minaccia che ora potrebbe ucciderlo se lo desiderasse, ma preferisce invece annullare tutti i piani della Confraternita e porre fine alla carriera criminale di suo fratello. È in questo momento che gli dice che d'ora in poi avrà un nome: Diabolik, in onore della pantera che si è sacrificata per lui. Ancor prima che suo fratello potesse agire, Diabolik è fuggito.
Giorni dopo, trova Eva Kant e decide di riparare l'ingiustizia che ha subito: l'omicidio di suo padre e il furto di una collana di diamanti di sua madre. Provvederà quindi a trovare la sua collana e le offrirà di allearsi con lui per intrappolare coloro che hanno ucciso suo padre. Eva prima accetterà di rendere giustizia a suo padre, ma anche perché è incuriosita e affascinata proprio come Diabolik le è di fronte. Diventerà quindi la sua padrona e la sua complice che lo sosterrà e lo aiuterà molte volte.
Con l'aiuto di Eva, non ha esitato a utilizzare tutta la tecnologia necessaria: maschere in lattice, gadget elettronici o persino la sua Jaguar E-type, un'auto altamente equipaggiata. Le loro numerose avventure li condurranno in tutto il mondo a contrastare i piani dei vari membri della Confraternita, in particolare dei suoi nuovi capi e nemici giurati di Diabolik: Dane in Europa occidentale e Leonov in Europa orientale, Mickey McKenzie in Nord America, Banderas in Sud America, Ranavalona in Africa e Dagget in Oceania.
Dalla sua fuga dal penitenziario in cui è stato imprigionato, Diabolik è stato perseguito dall'ispettore dell'Interpol Ginko, sotto gli ordini del commissario Graffam. Ginko è ben lungi dall'essere un uomo idiota, è intuitivo e brillante, ma anche ostinato e combattivo per quanto riguarda l'arresto di colui che si definisce Diabolik.
Diabolik non sa tutto del suo passato prima di finire sull'isola di King quando era un bambino, infatti la sua vera identità non è mai stata rivelata e non sa chi siano i suoi veri genitori, inoltre non viene fatta menzione dell'identità che King gli ha dato.
Alla fine, con l'aiuto di Eva, Diabolik mette i membri della Confraternita contro Dane: prima Dagget, Leonov e Ranavalona, poi Banderas e Mickey, rubando le carte digitali che li collegano a Dane nelle vesti delle sue guardie Naomi e Wolf. Attaccano il quartier generale di Dane quando la polizia sbarca. Diabolik, aiutato da Ginko, impedisce la distruzione dell'isola e gli lascia il quaderno contenente tutte le attività criminali della Confraternita. Dane e tutti gli altri leader della Confraternita e le loro guardie vengono infine arrestati. Quindi Diabolik parte con Eva in cerca dei suoi genitori biologici.

## Personaggi
- Diabolik: il protagonista della serie, un ladro di alto livello, con notevole intelligenza e capace di inventare e progettare più gadget e migliorare i suoi veicoli. Viene accolto e cresciuto da King, un brillante criminale che gestisce un sindacato criminale internazionale. In seguito a un tradimento, farà tutto ciò che è in suo potere per ridurre a zero l'unione chiamata Confraternita, cosa che però lo porterà sempre ad essere ricercato dall'Interpol. Prende il suo soprannome da quello della pantera che gli ha salvato la vita sacrificando sé stesso.
- Eva Kant: la protagonista femminile della serie. Prima vittima del furto di una preziosa collana di Diabolik e dell'assassinio di suo padre Richard da parte di Dane, diventerà in seguito l'amante di Diabolik e la sua fedele complice.
- Ginko: brillante ispettore capo dell'Interpol ostinato nella cattura di Diabolik, il suo eterno rivale, che gli sfugge sempre per un attimo.
- Graffam: il commissario dell'Interpol e il superiore gerarchico di Ginko, con cui spesso non è d'accordo, visto che Ginko abbandona tutti gli altri affari per seguire Diabolik che ritiene non esista.
- Coren: sergente dell'Interpol che lavora per Ginko e viene spesso ripreso.
- Dane: l'antagonista principale della serie, è il figlio biologico di King e il fratello maggiore adottivo di Diabolik, a cui ha una terribile gelosia. Fu lui che uccise il padre di Eva e a incolpare Diabolik dell'omicidio per sbarazzarsi di lui. Alla morte di King, divenne il suo successore alla guida della Confraternita e diresse operazioni criminali in Europa occidentale. Laddove suo padre operava nell'ombra e con discrezione, Dane preferisce agire come mecenate e donatore per enti di beneficenza o musei al fine di ottenere il favore di politici e persone influenti.
- Naomi: la guardia del corpo, l'amante e la rappresentante di Dane con altri membri della Confraternita. Raramente lascia il suo capo per il suo lavoro.
- Wolf: un soldato diventato un'altra guardia del corpo di Dane. Ha un feroce odio per Diabolik per averlo sfigurato. Non ha mai saputo che il vero colpevole fosse Dane, travestito da Diabolik per guadagnare la sua lealtà e ottenere una pistola contro suo fratello adottivo.
- King: un brillante criminale, fondatore della Confraternita, padre biologico di Dane e adottivo di Diabolik, che raccolse in una culla arenata sulla sua isola di Minorca. Il bambino pianse e King si sporse per vedere di che si trattava, improvvisamente smise di piangere mentre guardava dietro King, che si voltò e vide uno dei suoi impiegati pronti a ucciderlo. Mandò la sua pantera Diabolik a quest'ultimo. Da quel giorno, ha adottato il bambino, vedendo la sua incredibile intelligenza. In seguito, decide di addestrarlo a diventare il più grande ladro del mondo.
- Mickey McKenzie: responsabile delle operazioni criminali per la Confraternita in Nord America, ama il lusso e comprare vestiti costosi.
- Banderas: capo delle operazioni criminali della Confraternita in Sud America.
- Ranavalona o Rana: capo delle operazioni criminali della Confraternita in Africa. Ha salvato la vita di Diabolik e lo ha tirato fuori dal coma mentre lavorava per la Confraternita e lo ha coperto di fronte a Dane.
- Dagget: capo delle operazioni criminali della Confraternita dell'Oceania.
- Leonov: capo delle operazioni criminali della Confraternita nell'Europa orientale, un ex membro del KGB.

## Organizzazioni
- Confraternita: potente organizzazione internazionale segreta e criminale guidata da King, sostituita da suo figlio Dane. Mira a riunire tutte le principali società criminali del mondo. Solo l'Asia non ne fa parte, a seguito di un malinteso tra un leader della Triade e Dane.
- Interpol: organizzazione internazionale di polizia criminale. È abilitata a svolgere indagini in tutti gli angoli del globo e la sua sede è a Parigi. Graffam è il commissario e Ginko l'ispettore capo.
- Triadi: organizzazioni criminali cinesi. Sono in numero di quattro e si raggruppano insieme per ottenere, attraverso un puzzle, la mappa che porta a un tesoro del terzo imperatore Qing. Uno degli sponsor di uno di loro non poteva legarsi alla Confraternita a seguito di un malinteso, causato da Diabolik, tra lui e Dane. Il braccio destro dello sponsor diventerà quindi il suo successore dopo che si sarà ritirato dalla Triade in vista della sua disgrazia. Quindi l'Asia è l'unico continente su cui la Confraternita non ha alcun controllo.

## Produzione
Composta da 40 episodi della durata di 24 minuti circa ciascuno, la serie riprende solo vagamente i temi e i personaggi del fumetto.

### Doppiaggio
L'edizione francese è stata diretta da Blanche Ravalec, la quale nella serie doppia anche il personaggio di Eva Kant.
Il doppiaggio italiano è stato effettuato presso lo studio Merak Film sotto la direzione di Graziano Galoforo e con i dialoghi di Achille Brambilla, Cristina Robustelli, Sergio Romanò e dello stesso Galoforo. La trascrizione è stata curata da Stefano Di Modugno, il mix da Moreno Grossi Pometti, la sincronizzazione da Giancarlo Martino ed infine Tiziano Pellegris si è occupato della post-produzione video.
| Personaggio | Doppiatore francese      | Doppiatore inglese | Doppiatore italiano |
| ----------- | ------------------------ | ------------------ | ------------------- |
| Diabolik    | Pierre-François Pistorio | Lawrence Bayne     | Claudio Moneta      |
| Eva Kant    | Blanche Ravalec          | Megan Fahlenbock   | Sonia Mazza         |
| Ginko       | Albert Augier            | Graham Harley      | Marco Balbi         |
| Coren       | Michael Lamport          |                    |                     |
| Dane        | Bernard Woringer         | Tony Daniels       | Marco Balzarotti    |
| Naomi       |                          | Julie Lemieux      | Elda Olivieri       |
| Ranavalona  | Maïk Darah               |                    |                     |
| Kubo        | George Chiang            |                    |                     |

### Colonna sonora
La colonna sonora è stata realizzata da Michel Dax. Nelle edizioni doppiate in francese ed in inglese, viene utilizzato un brano musicale cantato in apertura, mentre in chiusura è impiegata la versione strumentale.
Nella versione italiana è stata usata la sigla Diabolik, con musica di Max Longhi e Giorgio Vanni, testo di Alessandra Valeri Manera, cantata da Giorgio Vanni, per la trasmissione sulle reti televisive, mentre per quanto riguarda l'home video, sia in VHS che in DVD, è stata utilizzata la sigla originale in versione strumentale, sia in apertura che in chiusura.

## Distribuzione
La serie è stata trasmessa per la prima volta in Francia sul canale M6 e negli Stati Uniti su Fox Kids dal 5 maggio 1999 al 7 maggio 2001. In Italia la serie è stata trasmessa per la prima volta nel 2000 su Italia 1. Il primo episodio è stato mandato in onda giovedì 7 settembre alle ore 22:15 mentre quelli successivi il sabato e la domenica mattina alle 9:30, all'interno della versione mattutina di Ciao Ciao. Dal 27 novembre dello stesso anno la programmazione subisce una nuova variazione e la serie viene trasmessa dal lunedì al venerdì alle ore 17:00, all'interno del contenitore pomeridiano Bim bum bam. In Italia, a differenza della Francia, gli episodi non sono stati trasmessi nell'ordine originario di produzione.

### Episodi
| Nº | Titolo originale               | Titolo italiano                           | Prima TV Francia | Prima TV Italia   | Trama |
| -- | ------------------------------ | ----------------------------------------- | ---------------- | ----------------- | --- |
| 1  | En souvenir du passé           | In nome dei vecchi tempi                  | 5 maggio 1999    | 17 settembre 2000 | Diabolik ha delle reminiscenze sul suo passato e torna a Parigi per incontrare la sua ex mentore Rana e salvarla da una malattia terminale. Il siero per poterla curare è una preziosa erba che si trova in un'antica tomba egizia. Ma la malattia di Rana è in realtà soltanto una menzogna per costringerlo a rubare l'oro custodito nel sarcofago. |
| 2  | Prisonnier des glaces          | Avventura negli abissi                    |                  | 9 settembre 2000  | Diabolik ed Eva Kant aiutato il loro ex socio Ivan Fedorski a recuperare il prototipo di una micidiale pistola a particelle di fabbricazione russa dal sottomarino di Leonov. Diabolik rende la fuga difficile, e il sottomarino finisce distrutto insieme alla pistola a particelle. |
| 3  | Casse-tête chinois             | Rompicapo cinese                          |                  | 24 settembre 2000 | La Triade d'oro cinese si allea con Dane per rintracciare una preziosa scatola puzzle che conduce ad un immenso tesoro nascosto. Diabolik ed Eva rubano la scatola, sostituendola con un'esatta replica e poi facendo in modo che la Triade mafiosa la possa rintracciare. Scoperto che si tratta di un falso, i componenti della Triade sono convinti che tutto ciò sia opera di Dane. |
| 4  | L'or noir                      | Un mare di oro                            |                  | 7 settembre 2000  | La malvagia trafficante d'armi Mickey sta minacciando bombardamenti su dodici campi petroliferi, seguendo gli ordini di Dane, ma la donna ha altri piani in mente per poter trarre maggiore profitto da questa operazione. Diabolik ed Eva cercano di incastrare Mickey registrando una sua confessione in cui ammette di voler fregare Dane, dopo aver collocato una bomba sul fondo del mare. |
| 5  | L'héritage de King             | L'eredità di King                         |                  | 10 settembre 2000 | Diabolik viene ingaggiato da Janice Keegan per salvare la sua presunta figlia rapita dall'organizzazione di Dane. La bimba è infatti la "chiave" per aprire una cassetta di sicurezza di una banca svizzera in cui King depositò tutta la sua eredità. Dopo il salvataggio, Diabolik scopre però che la bambina non è figlia della Keegan. La donna intende solo usare il suo codice genetico per impadronirsi del conto bancario. |
| 6  | Un étudiant modèle             | Uno studente-modello                      |                  | 1º ottobre 2000   | Alla prestigiosa Hillton Academy, il giovane e promettente studente Philip viene reclutato dalla Confraternita di Dane per rubare gemme preziose dalla London Tower. Diabolik s'infiltra e scopre che la scuola è solo una copertura usata da Dane per addestrare e reclutare nuovi criminali, e riesce a salvare Philip dalla corruzione mentre Eva fa incolpare l'insegnante del ragazzo del furto dei gioielli. |
| 7  | L'évasion                      | L'incontro con Eva                        |                  | 30 settembre 2000 | Mentre sta fuggendo da un agguato tesogli da Dane e dai suoi collaboratori, Diabolik deve nascondersi per non essere trovato e ricorda quando l'anno prima, a Parigi, conobbe e reclutò la sua attuale assistente Eva Kant per recuperare un cimelio appartenente alla famiglia della donna, rubato da Dane. Fu l'inizio di una lunga e proficua collaborazione tra i due ladri. |
| 8  | Sur les traces de la Panthère  | Come una pantera                          |                  | 16 settembre 2000 | Diabolik ricorda la sua infanzia quando, ancora in fasce, venne ritrovato abbandonato su una barca da King, il re dei ladri, e accolto nella sua casa come un figlio. Purtroppo il figlio legittimo di King, Dane, non l'ha mai accettato come fratello riuscendo a farlo arrestare con l'accusa di furto aggravato. Fuggito dal carcere e simulata la sua morte, Diabolik da allora cerca in ogni modo di vendicarsi del fratellastro distruggendo la Confraternita, la sua organizzazione criminale. |
| 9  | La taupe                       | Chi salverà l'ispettore?                  |                  | 7 ottobre 2000    | L'ispettore Ginko viene accusato di numerosi crimini e richiuso in carcere. Eva e Diabolik indagano sui misteriosi accadimenti e scoprono che il loro rivale poliziotto è stato incastrato da qualcuno negli affari interni per prevenire un tentativo di hacking legato alla messa a punto di un programma contenente tutti i dati segreti dell'Interpol, e questo qualcuno è coinvolto con Dane e la Confraternita. |
| 10 | Un pari truqué                 | Il goal della vittoria                    |                  | 8 ottobre 2000    | Diabolik ed Eva devono sradicare un losco piano criminale ordito da Mickey per ottenere una fortuna ricattando un giovane campione di calcio del Brasile, obbligandolo a far perdere la sua squadra ad un'importante partita. Con una serie di astuti stratagemmi, Diabolik ed Eva salvano così la famiglia del campione che era stata rapita. |
| 11 | Objectif: Diabolik             | Nel mirino                                |                  | 14 ottobre 2000   | Wolf, un abile e spietato killer al soldo di Dane, inizia una caccia a Diabolik per realizzare la sua vendetta personale contro di lui. Il cacciatore di taglie è stato però ingannato da Dane, il quale gli ha fatto credere che fu proprio Diabolik il responsabile dell'incidente che lo lasciò con il volto sfigurato. Ma Diabolik è innocente: fu Dane a provocare "l'incidente" nella fabbrica in cui Wolf lavorava. |
| 12 | Fausse monnaie à Miami         | Un vestito molto prezioso                 |                  | 15 ottobre 2000   | Diabolik ed Eva seguono una pista in Italia su un gruppo di falsari guidati da Danton, il fratello di Mickey, e scoprono che un abito messo all'asta durante una sfilata di moda è intessuto con fili di denaro falso. Diabolik ed Eva tendono una trappola per attirare l'attenzione di Danton, smascherarlo e farlo arrestare dall'ispettore Ginko. |
| 13 | Complot à Tokyo                | Il complotto                              |                  | 21 ottobre 2000   | Akira Okada e suo padre Takashi hanno un dilemma in materia familiare: il ragazzo non intende infatti succedere al padre alla guida dei clan mafiosi di Tokyo. Diabolik ed Eva Kant arrivano in Giappone e scoprono che Dagget è la causa delle continue faide tra le famiglie criminali per la conquista di Tokyo, ma garantiscono che il suo piano andrà in rovina. |
| 14 | Rouillez en paix               | Prima che sia troppo tardi                |                  | 22 ottobre 2000   | Diabolik ed Eva cercano di fermare la perfida Mickey, che vuole usare una sostanza che fa arrugginire le cose per un attacco terroristico. |
| 15 | Triple coup                    | Tre tesori                                |                  | 28 ottobre 2000   | Sperando di incastrare Diabolik ed Eva, Dane ordina a Wolf di compiere tre grandi furti separati di tre inestimabili tesori dell'umanità. Diabolik risolve questo problema includendo l'ispettore Ginko nell'equazione e fissando i reperti in un unico luogo, consentendo così a lui ed Eva di intervenire e contrastare l'ennesimo piano di Dane per danneggiare la Confraternita. |
| 16 | La menace                      | Furto corazzato                           |                  | 29 ottobre 2000   | Diabolik ed Eva Kant inseguono James Packard e Banderas che hanno rubato il progetto segreto dell'auto blindata QSB. Una volta che Diabolik prende il controllo del veicolo corazzato, falcia la casa di Banderas e fa precipitare il veicolo corazzato da un dirupo per impedire che possa essere utilizzato dalla Confraternita per i loro criminosi progetti. |
| 17 | Question de survie             | Le ricchezze dei Maya                     |                  | 4 novembre 2000   | Diabolik si trova bloccato in una giungla con poca attrezzatura, inseguito dagli uomini di Banderas, fino a quando non riesce ad incontrarsi con Eva per respingere i pirati di Dane dalla Miramar Cruise, una nave da crociera che sta trasportando le reliquie di un antico tesoro dei Maya che la Confraternita intende rubare. |
| 18 | La fille de son père           | Il padre di Eva                           |                  | 5 novembre 2000   | Eva insegue colui che crede essere suo padre, scomparso da tempo a causa delle macchinazioni di Dane, ma Diabolik non si fida dell'uomo. Durante la ricerca del registro appartenuto a King, Diabolik scopre che il padre di Eva è soltanto un impostore inviato da Dane per attirarla in una trappola. La donna però, troppo felice per aver ritrovato il genitore che credeva perduto, non vuole sentire ragioni e la cosa provoca una rottura nella coppia di ladri. |
| 19 | Souvenirs, souvenirs           | Perdita di memoria                        |                  | 11 novembre 2000  | In seguito ad un incidente, Diabolik batte la testa ed inizia a soffrire di amnesia parziale, non riuscendo più a ricordare gli eventi degli ultimi otto anni. Credendo che King sia ancora vivo e che lui faccia ancora parte dell'organizzazione, Diabolik è ritornato indietro con la memoria ad otto anni prima e decide di rubare alcuni gioielli proprio come stava facendo l'ultimo giorno che ricorda. Dane scopre cos'è accaduto al fratello e ne approfitta per catturarlo con l'inganno, seguito da Eva, che sta cercando di aiutare il suo partner. Grazie ad Eva, Diabolik fortunatamente recupera in tempo la memoria per reagire. |
| 20 | Le cité perdue                 | La città perduta                          |                  | 18 novembre 2000  | Diabolik s'infiltra nella spedizione di Banderas, alla ricerca di una città perduta degli Inca. |
| 21 | L'œil du cyclone               | L'uragano                                 |                  | 19 novembre 2000  | Rana e Wolf usano un macchinario che crea un uragano artificiale, per rapinare indisturbati una banca dei Caraibi. Diabolik interviene per fermarli. |
| 22 | Diabolik caméra moteur         | Luci, motore... Diabolik!                 |                  | 26 novembre 2000  | Mickey elabora un piano per rubare dei preziosi gioielli durante una premiazione cinematografica, ma Diabolik interviene per fermarla. |
| 23 | Jeux de cache-cache            | Il tesoro dell'imperatore                 |                  | 12 novembre 2000  | Diabolik cerca di rubare il tesoro perduto di un imperatore, prima del fratello Dane. |
| 24 | Haute sécurité                 | Lotta contro il tempo                     |                  | 25 novembre 2000  | Diabolik entra in azione per impedire che Dagget riesca a impadronirsi di un satellite militare. |
| 25 | Les joyaux de la couronne      | I gioielli della corona                   |                  | 28 novembre 2000  | Diabolik cerca di recuperare i gioielli della corona, rubati dagli scagnozzi di Rana. |
| 26 | L'inconnue qui venait du froid | Pericolo!                                 |                  | 27 novembre 2000  | Una dottoressa russa finisce in pericolo quando trova per caso un dispositivo dell'organizzazione rubato da Diabolik. |
| 27 | Une voiture diabolique         | All'ultimo minuto                         |                  | 23 novembre 2000  | Mentre Diabolik è impegnato in una rapina per ottenere alcune foto con cui la Confraternita sta ricattando Leonov, inizia a ricordare con Eva una vecchia rapina in cui perse la sua speciale automobile. Diabolik impersonò un meccanico italiano, Osvaldo Ferraresi, per ricostruire la sua auto super tecnologica e recuperarla dalle mani di Dane. |
| 28 | Chassé-croisé sous la Manche   | Il diario di Napoleone                    |                  | 2 dicembre 2000   | Diabolik cerca di rubare il diario di Napoleone, trasportato su un treno che attraversa il tunnel della Manica. |
| 29 | Génie virtuel                  | Intelligenza artificiale                  |                  | 3 dicembre 2000   | Diabolik affronta un'intelligenza virtuale che elabora furti perfetti. |
| 30 | Partenaires                    | Il progetto                               |                  | 16 dicembre 2000  | Diabolik entra in azione per impedire che Dane rubi un siero sperimentale da una base militare. |
| 31 | Plongeon dans le futur         | Il furto futuro                           |                  | 23 dicembre 2000  | Diabolik fa credere a Banderas di essere stato in coma per venti anni, e farsi così rivelare i suoi piani criminali. |
| 32 | Obsession                      | Come in un incubo                         |                  | 24 dicembre 2000  | Ginko, sempre determinato a catturare Diabolik, riesce ad arrestare Eva. Il ladro elabora un piano per salvarla. |
| 33 | Étrange alliance               | Un'alleanza inaspettata                   |                  | 30 dicembre 2000  | Diabolik e Ginko vengono infettati da un virus mortale, ed Eva si mette alla ricerca di una cura per salvarli. |
| 34 | Le poignard et l'épée          | Una spada dal passato                     |                  | 31 dicembre 2000  | Diabolik si mette alla ricerca della leggendaria spada Durandal. |
| 35 | Les guerriers de l'arc-en-ciel | I guerrieri dell'arcobaleno               |                  | 7 gennaio 2001    | Diabolik interviene in una gara per decidere il nuovo capo di una tribù indiana, assicurandosi che non ci siano imbrogli. |
| 36 | L'idole des profondeurs        | Dal profondo degli abissi                 |                  | 13 gennaio 2001   | Diabolik ed Eva elaborano un piano per recuperare una statuetta Inca da un vascello affondato. |
| 37 | Jeu d'enfant                   | Un gioco da ragazzi                       |                  | 14 gennaio 2001   | Una bambina scopre il nascondiglio di Diabolik e per questo viene rapita dagli uomini di Dane, che vogliono l'informazione. Diabolik va al salvataggio della ragazzina. |
| 38 | Tour de passe-passe            | Vedo e prevedo                            |                  | 20 gennaio 2001   | Dane si serve di una chiaroveggente per scoprire i piani di Diabolik, ma il ladro sfrutta la cosa a suo vantaggio. |
| 39 | La justice finale, 1ª partie   | Quando vince la giustizia (prima parte)   |                  | 27 gennaio 2001   | Diabolik decide di lanciare l'attacco finale a Dane. Con l'aiuto di Eva, cerca di rubare le chiavi elettroniche della cassaforte dell'organizzazione dai suoi sei capi. |
| 40 | La justice finale, 2ª partie   | Quando vince la giustizia (seconda parte) |                  | 28 gennaio 2001   | Diabolik riesce finalmente a fare arrestare Dane e tutti i suoi sgherri, sconfiggendo l'organizzazione. |

### Edizioni home video
In Francia, nel settembre 2001, quattro VHS contenenti tre episodi ciascuna sono state pubblicate dalla M6 Kids. In seguito, nel febbraio 2007, la TF1 Video ha distribuito il primo cofanetto composto da tre DVD, contenenti i primi venti episodi.
In Italia, nel febbraio e nell'aprile 2001, la  Fox Kids pubblicò quattro VHS, ognuna con tre episodi. Nel 2000 uscì anche una videocassetta omaggio edita e distribuita nei negozi di giocattoli da Giochi Preziosi e GiG per la collana Videogiocando, dove oltre alle pubblicità era presente il primo episodio in forma ridotta; la stessa cosa accade nel 2002 con un altro episodio. Dalla fine di luglio 2001 all'inizio di maggio 2002 vennero distribuite per il circuito delle edicole, 40 VHS dalla Fabbri Editore, ognuna delle quali conteneva un solo episodio e non seguiva l'ordine regolare della trama, in modo simile a quanto accaduto nella trasmissione televisiva italiana. Questa edizione veniva venduta assieme ad alcuni albi, un gioco di carte ed alcune statuine dei personaggi in 3D. Nel marzo 2003, Buena Vista Home Entertainment ha editato altre due VHS, anche queste contenenti tre episodi ciascuna, mentre nel marzo 2004 ne è uscita un'altra, pubblicata dalla Mediafilm in allegato ai quotidiani Il Giorno, il Resto del Carlino e La Nazione, che includeva gli episodi Furto corazzato e Pericolo!, rinominati in quest'occasione rispettivamente Colpo n.1 e Colpo n.2.
Nel settembre 2005, l'intera serie è stata pubblicata in dieci DVD dalla One Movie e, successivamente, in occasione del 50º anniversario del fumetto originale, il 4 dicembre 2012 è stato commercializzato un cofanetto contenente i 40 episodi in sei DVD.